# وادی السبوع جدید
وادی السبوع جدید (انگلیسی: New Wadi es-Sebua)، محوطه‌ای باستان‌شناسی در کشور مصر است. این محوطه طی تلاش بین‌المللی برای حفظ یادمان‌های نوبه ساخته شد که در ۴ کیلومتری غرب محوطه اصلی وادی السبوع قرار گرفته است که شامل سه معبد باستانی مصر در نوبه سفلی همچون «معبد وادی السبوع»، «معبد محرقه» و «معبد دکه» می‌شود.